# Barb Audiences Ltd
A Barb Audiences Ltd (anteriormente Broadcasters' Audience Research Board) é uma organização britânica responsável pela medição de audiência e pelos índices de audiência televisiva no Reino Unido. Criada em 1981, substituiu dois sistemas anteriores: enquanto os índices da ITV eram coletados pelo JICTAR (Joint Industry Committee for Television Audience Research), a BBC realizava sua própria pesquisa de audiência.
A Barb é de propriedade conjunta da BBC, ITV, Channel 4, Channel 5, Sky e do Institute of Practitioners in Advertising. Os espectadores participantes possuem um dispositivo instalado em seus televisores que registra os programas assistidos.

Em fevereiro de 2023, a organização mudou oficialmente seu nome para Barb Audiences Ltd.